# Maria Barbara Bach
Maria Barbara Bach (Gehren, Turingia, Alemania, 20 de octubre de 1684-Köthen, 7 de julio de 1720) fue la primera esposa de Johann Sebastian Bach. Era hija de Johann Michael Bach, por lo que era prima segunda de Johann Sebastian Bach.

## Biografía
María se casó con Johann Sebastian Bach cuando era organista de la iglesia de San Blas de Mühlhausen (Turingia), cargo que asumió a mediados del verano de 1707. En agosto, recibió una herencia de 50 florines (más de la mitad de su salario anual) de su tío materno, Tobias Lammerhirt. Esto facilitó el casamiento que se celebró el 17 de octubre en Dornheim, un pueblo cerca de Arnstadt, su ciudad natal y su anterior puesto. Poco se sabe de su vida y su matrimonio, salvo que eran felices.
Según Carl Philipp Emanuel Bach, su segundo hijo superviviente, Maria Barbara Bach falleció en 1720 de forma repentina e inesperadamente. Johann Sebastian Bach, en ese momento, acompañaba a su patrón, el duque de Köthen, ya que el duque se había ido a tomar las aguas en el balneario de Carlsbad (el duque llevaba a sus músicos con él para que le proporcionaran entretenimiento). Cuando se fue, María Bárbara tenía una salud normal, pero cuando regresó dos meses más tarde, se enteró de que había fallecido y había sido enterrada el 7 de julio. La causa de su muerte es desconocida, pero se especula que pudo haber sido resultado de enfermedades infecciosas o por complicaciones del embarazo o por neumonía.

### Hijos
Maria Barbara tuvo siete hijos, tres de los cuales murieron a una edad temprana:
- Catharina Dorothea (28 de diciembre de 1708 - 14 de enero de 1774).
- Wilhelm Friedemann Bach (22 de noviembre de 1710 - 1 de julio de 1784).
- Johann Christoph (23 de febrero de 1713 - 23 de febrero de 1713).
- Maria Sophia (23 de febrero de 1713 - 15 de marzo de 1713), melliza de Johann Christoph.
- Carl Philipp Emanuel Bach (8 de marzo de 1714 - 14 de diciembre de 1788).
- Johann Gottfried Bernhard Bach (11 de mayo de 1715 - 27 de mayo de 1739).
- Leopold Augustus (15 de noviembre de 1718 - 29 de septiembre de 1719).

Anna Magdalena Wilcke fue la segunda esposa de Johann Sebastian, 17 meses después de la muerte de María Bárbara, y crio a sus hijastros junto con sus trece hijos.

## Curiosidades
Recientes interpretaciones afirman que la Partita para violín solo n.º 2, BWV 1004, escrita por su viudo, Johann Sebastian Bach, es una tombeau en recuerdo de su muerte.